# Olga Mostepanova
Olga Vasilyevna Mostepanova em russo:  Васильевна Мостепанова Ольга (Moscou, 3 de janeiro de 1970) é uma ex-ginasta que competiu em provas da ginástica artística pela extinta União Soviética. Sua data de nascimento foi relatada como 1968 ou 1969, mas Olga afirmou ter nascido mesmo em 1970.
Olga, natural de Moscou, começou a práticar ginástica aos cinco anos de idade quando sua mãe a levou para o clube Dímano para fazer um teste. Ela então permaneceu no clube, onde treinou com Anna Anikina e mais tarde com Vladimir Aksyonov. Com já dez anos de idade, conquistou a sétima posição do individual geral no Campeonato Júnior Soviético de 1980, e foi chamada para fazer parte da equipe nacional júnior do bloco.
Ao longo dos anos, Olga viria a ser uma das ginástas soviéticas mais promissoras de sua época, sempre elogiada por seu estilo clássico, seu balé e sua técnica. Olga saiu-se bem sucedida em vários torneios juniores internacionais. Em sua estreia na seleção sênior no Campeonato Mundial de Budapeste, em 1983, conquistou duas medalhas de ouro, equipe e trave, e duas de prata, solo e individual geral.
Mostepanova era considerada a favorita para as Olimpíadas de 1984, em Los Angeles, no entanto devido ao boicote da União Soviética, não pode parcipar da competição. Em vez disso, Mostepanova, liderou a equipe soviética nos Jogos da Amizade (Jogos Alternativos ou Olimpíadas Alternativas) em Olomouc para os países que participaram do boicote. Olga conquistou cinco medalhas de ouro das seis possíveis na competição, e atingiu um fato histórico - tornou-se a primeira e única ginásta da história a conquistar, no torneio do individual geral, a nota 10 em todos os quatro aparelhos, terminando com uma marca perfeita de 40,0 pontos.
Depois dos Jogos da Amizade, Mostepanova continuou a competir pela seleção soviética. No Campeonato Mundial de 1985 em Montreal, onde este viria a ser seu último torneio antes de se aposentar da ginástica, Mostepanova se classificou para a disputa do invidual geral, junto com Irina Baraksanova, mas ambas foram retiradas da competição pelo técnico da equipe e substituídas por Elena Shushunova e Oksana Omelianchik.
Atualmente Mostepanova é casada com um homem muçulmano, Timor, embora seus pais tenham sido contra o início do relacionamento. O casal tem cinco filhos. Em uma pesquisa recente da Inside Gymnastics, a ex-ginasta foi eleita uma das "Top 10 Ginastas Individual Geral de todos os tempos".